# 孫蘭峰

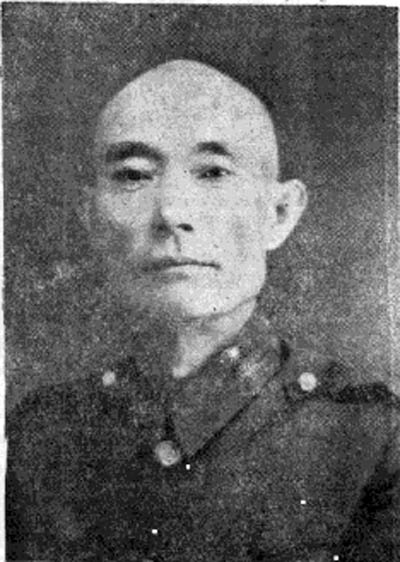
《中国当代名人传》中的孙兰峰照片

孙兰峰（1896年11月17日—1987年2月27日），字畹九，男，山东滕县人，中华民国军事将领，中华人民共和国政治人物。

## 生平
孙兰峰18岁从军。历任山西巡防第5营班长、北洋陆军第12混成旅(旅长赵戴文)少尉排长、山西陆军第2混成旅(旅长马开崧)第4团(团长谢濂)第1营中尉排长。1925年8月调升山西陆军第4旅(旅长谢濂)第8团(团长傅作义)第2营第3连上尉连长。1926年9月第8团扩编为第2师(师长孔繁蔚)第4旅(旅长傅作义)，升任第7团(团长张葆亨)第2营少校营长。12月所部改称第4师(师长傅作义)第4旅(旅长白濡青)第7团(团长张葆亨)第2营，仍任少校营长。1927年7月所部改称国民革命军北方军(总司令阎锡山)第4师(师长傅作义)第4旅(旅长白濡青)第7团(团长张葆亨)第2营，仍任少校营长。1928年6月任国民革命军天津警备司令部(司令傅作义)独立第36团上校团长。9月所部改编为第3集团军(总司令阎锡山)暂编第12师(师长傅作义)第24旅(旅长白濡青)第4团，仍任上校团长。10月所部改称国民革命军第3集团军第43师(师长傅作义)第128旅(旅长白濡青)256团团长。1930年4月所部改称第3方面军(总司令阎锡山)第30师(师长白濡青)第88团任上校团长。1931年1月所部改编为东北边防军第10师(兼师长傅作义)第20旅(旅长金中和)第39团任上校团长。6月所部改称第73师(兼师长傅作义)第211旅(旅长金中和)第421团任上校团长。1936年6月任第三十五军211旅少将旅长、1939年7月任第三十五军新编31师师长、1940年6月任暂编第三军(辖暂编第11师、暂编第17师、新编骑兵第3师)军长。1944年10月带职入陆军大学将官班甲级第1期学习，1945年1月毕业后任晋陕绥边区总司令部(总司令邓宝珊)中将副总司令兼暂编第三军军长。8月辞去军长兼职。1945年10月任第12战区骑兵总指挥部中将总指挥兼察绥挺进军(司令张励生)副司令。1947年1月任张垣绥靖公署骑兵总指挥部中将总指挥兼蒙边剿匪司令部司令。1948年2月任第11兵团(辖暂编第四军、整编骑兵第5旅、整编骑兵第11旅)中将司令官兼张垣警备司令。1949年1月代理察哈尔省政府主席兼代全省保安司令部司令。。1949年7月16日任绥远的第9兵团司令。
抗日战争期间，孙兰峰参加了长城抗战、绥远抗战、五原战役。抗日战争结束后，出任收复热河、绥远、察哈尔先头部队司令。
1949年，孙兰峰参加了绥远和平起义。此后，他历任绥远省军政委员会副主席、绥远省军区副司令员、绥远省人民政府副主席、1951年3月当选绥远省各界人民代表会议协商委员会(主席苏谦益)副主席。1954年6月19日任内蒙古自治区人民政府副主席。1955年2月当选内蒙古自治区政协(主席杨植霖)副主席。内蒙古自治区第一、二、三届人民委员会副主席和第五、六届人大常委会副主任等职务。第四、五届全国人大代表，中国人民政治协商会议第一届全体会议代表，第二、三、四届全国政协委员，第五、六届全国政协常委。
1987年2月27日，孙兰峰逝世于呼和浩特，享年91岁。
著有《孙兰峰文稿》。